# توماس ریگز (ورزشکار)
توماس ریگز (انگلیسی: Thomas Riggs; ۲۲ مهٔ ۱۹۰۳ – ۵ فوریهٔ ۱۹۷۶) قایقران قایق بادبانی اهل بریتانیا بود.